# Michelangelo (Tartarughe Ninja)
Michelangelo, soprannominato Mike o Mikey, è uno dei quattro personaggi principali dei fumetti sulle Tartarughe Ninja e di tutti i media correlati. Michelangelo è il più agile dei quattro fratelli ma preferisce divertirsi piuttosto che allenarsi e si dimostra piuttosto immaturo; è noto per le sue battute, l'amore per lo skateboard, l'arguto ottimismo e, come i suoi fratelli, l'amore per la pizza. Di solito è raffigurato con indosso una maschera arancione per gli occhi. Le sue armi distintive sono il doppio nunchaku, sebbene sia stato anche ritratto usando altre armi, come un rampino o un manriki gusari.
A Michelangelo è stato assegnato un ruolo molto più importante nella serie televisiva animata del 1987 e nelle successive serie e film, diretti a un pubblico più giovane, rispetto ai più seri fumetti, che erano rivolti a un pubblico più adulto. Spesso conia la maggior parte dei loro slogan, come "Cowabunga!" o "Mondo Pizza". Come tutti i fratelli tartarughe, prende il nome da un artista del Rinascimento italiano; in questo caso prende il nome da Michelangelo Buonarroti.

## Personalità
Nei fumetti Mirage, Michelangelo era inizialmente raffigurato come amante del divertimento, spensierato e, sebbene non aggressivo come Raffaello, sempre pronto a combattere. È molto più serio nel fumetto che nelle incarnazioni cinematografiche, che hanno etichettato il suo personaggio come un adolescente parlante. È stato il one-shot di Michelangelo in questa serie che ha arricchito la maggior parte dei tratti che sono diventati sinonimo del personaggio, come la sua giocosità, empatia e natura accomodante. Nella storia one-shot, Michelangelo adotta un gatto randagio (che chiama Klunk) e impedisce anche ai ladri di rubare giocattoli destinati ai bambini orfani.
Dopo la loro sconfitta per mano del Clan del Piede, le tartarughe, Splinter, April O'Neil e Casey Jones si ritirano in una fattoria a Northampton, nel Massachusetts, che apparteneva alla nonna di Casey. Mentre è lì, April è preoccupata nel notare che Michelangelo non è se stesso. Trascorre le sue giornate nella stalla sfogando la sua aggressività su un sacco da boxe. Una scena lo mostra mentre si scaglia contro ciò che lo circonda e colpisce ripetutamente il muro del fienile finché non si rompe, poi crolla su di esso scoraggiato, con la rabbia esaurita. La fine della storia implica che il dolore e la frustrazione di Michelangelo sono stati risolti, poiché i problemi successivi ripristinano la personalità più rilassata e ottimista di Michelangelo.
È durante il periodo del gruppo alla fattoria che apprendiamo che Michelangelo ha anche un interesse per i fumetti, in particolare quelli che coinvolgono supereroi come "The Justice Force" (eroi dei fumetti basati su la Justice League e i Fantastici Quattro). Trova anche conforto nello scrivere narrativa e ha prodotto una storia che lo descrive come un rōnin nel Giappone feudale (vol. 1 Numero 17).
Dopo la partenza di Leonardo nel film TMNT, Michelangelo diventa un animatore di feste, sotto il falso nome di Cowabunga Carl.
Egli vive nascosto nelle fogne di New York, come gli altri, anche se preferirebbe non dover rimanere nell'ombra. In un episodio della serie televisiva del 2003, Il poco convincente Tarta Titan, Michelangelo, stanco della sua condizione di ninja (che lo costringe a non mettersi mai in mostra in pubblico nonostante le sue buone intenzioni e la voglia di combattere i criminali), si traveste in una specie di supereroe mascherato e tenta di salvare delle persone, ma senza ottenere molto successo (sia perché il costume gli dava svantaggi, come il mantello che si impiglia e lo scudo che lo colpisce ripetutamente in testa quando compie una scalata, sia perché il suo aspetto non è gradito alle persone), e allora capisce che lui è un ninja, non un supereroe, in modo da poter agire liberamente nell'ombra e aiutare gli altri vegliano su di loro come una specie di angelo custode.

## Aspetto
Michelangelo, come i fratelli, è stato trasformato in un mutante dalla sostanza radioattiva chiamata mutageno, che gli donò caratteristiche fisiche, atletiche, psichiche e intellettuali non inferiori a quelle umane. La sua statura è sul metro e mezzo per 70–80 kg di peso; solo nel reboot cinematografico attuale (dal 2014) Michy è alto oltre il metro e ottanta (e lo stesso vale per i suoi fratelli). Come le altre tartarughe ninja, ha la pelle verde, il carapace marrone e verde intenso di forma ovale, un piastrone giallo (costituito da sei placche) che ne copre l'intera sezione anteriore del tronco, mani con tre dita (tra cui un pollice opponibile) e piedi con due dita (tre nella serie del 2012). Cammina in posizione eretta. Come già accennato Michelangelo possiede una dentatura e un apparato digerente molto simili a quelli umani, che gli permettono di assumere alimenti di cui gli esseri umani si nutrono quotidianamente. Inoltre a fornirgli un aspetto esteticamente antropomorfo è il fatto che la sua colonna vertebrale è collegata da sotto la testa, anziché da dietro, come succede in tutti gli altri rettili.
Indossa sempre una mascherina arancione all'altezza degli occhi e le sue armi sono una coppia di nunchaku, che maneggia con maestria.

## Poteri e abilità
Michelangelo è il più forte dei fratelli a livello di combattimento nel corpo a corpo, ed è il più agile e il più veloce dei fratelli, è anche dotato di un'eccezionale elevazione. È un maestro nell'uso del nunchaku e del kusarifundō.
Grazie agli insegnamenti del suo padre adottivo e maestro, il ratto Splinter, è un atleta e acrobata di livello olimpico e un buon conoscitore delle tecniche ninjutsu.
Michelangelo è anche molto abile in diversi sport estremi: skate, snowboard, surf, bmx, freeride, pattinaggio, motocross, paracadutismo, deltaplano, rafting, Freestyle Motocross, parapendio, Downhill e streetluge.
Ha la normale capacità di una tartaruga di entrare nel suo guscio. Il guscio funziona come una vera corazza antiproiettile, respingendo le pallottole e resistendo agli urti che potrebbero metterlo al tappeto.
Appare meno intelligente rispetto ai suoi fratelli, Michelangelo, in realtà, è molto intelligente, ma inizialmente immaturo rispetto ai suoi fratelli. Nel prosieguo delle storie mostrerà il suo reale carattere restando l'unico delle 4 tartarughe in vita. È anche un cuoco di talento.